# Resolutie 3 Algemene Vergadering Verenigde Naties
Resolutie 3 van de Algemene Vergadering van de Verenigde Naties werd op 13 februari 1946 zonder stemming aangenomen door de Algemene Vergadering. De resolutie riep landen op maatregelen te nemen om oorlogsmisdadigers (uit de Tweede Wereldoorlog) op hun grondgebied op te pakken en terug te sturen naar waar ze hun misdaden begingen, zodat ze daar konden worden berecht.

## Inhoud
De Algemene Vergadering nam akte van de Verklaring van Moskou uit 1943 inzake de gruweldaden die de vijand in de loop van de oorlog pleegde. Men nam eveneens akte van de vierde Haagse Conventie uit 1907. Voorts werd ook akte genomen van de definities van oorlogsmisdaden en misdaden tegen de menselijkheid in het handvest van het Internationaal Militair Tribunaal uit 1945. Men geloofde ook dat een aantal oorlogsmisdadigers justitie bleven ontlopen op het grondgebied van bepaalde landen.
Alle lidstaten van de Verenigde Naties werd aanbevolen onverwijld alle nodige maatregelen te nemen om oorlogsmisdadigers te arresteren en terug te sturen naar de landen waar ze hun afschuwelijke daden pleegden zodat ze berecht en gestraft konden worden volgens de wetten van die landen.
Landen die geen lid van de VN waren werden opgeroepen dergelijke misdadigers op te pakken om ze naar de landen te sturen waar ze hun misdaden pleegden zodat ze daar berecht en gestraft konden worden volgens de wetten van die landen.
Lijst ·  1 ·  2 ·  3 ·  4 ·  5 ·  6 ·  7 ·  8 ·  9 ·  10 ·  11 ·  12 ·  13 ·  14 ·  15 ·  16 ·  17 ·  18 ·  19 ·  20 ·  21 ·  22 ·  23 ·  24 ·  25 ·  26 ·  27 ·  28 ·  29 ·  30 ·  31 ·  32 ·  33 ·  34 ·  35 ·  36 ·  37 ·  38 ·  39 ·  40 ·  41 ·  42 ·  43 ·  44 ·  45 ·  46 ·  47 ·  48 ·  49 ·  50 ·  51 ·  52 ·  53 ·  54 ·  55 ·  56 ·  57 ·  58 ·  59 ·  60 ·  61 ·  62 ·  63 ·  64 ·  65 ·  66 ·  67 ·  68 ·  69 ·  70 ·  71 ·  72 ·  73 ·  74 ·  75 ·  76 ·  77 ·  78 ·  79 ·  80 ·  81 ·  82 ·  83 ·  84 ·  85 ·  86 ·  87 ·  88 ·  89 ·  90 ·  91 ·  92 ·  93 ·  94 ·  95 ·  96 ·  97 ·  98 ·  99 ·  100 ·  101 ·  102 ·  103